# Paul Tremmel (Politiker)
Paul Tremmel (* 27. Juli 1940 in Sankt Lorenzen im Paltental; † 13. Juli 2015) war ein österreichischer Politiker (BZÖ/FPÖ) und Magistratsbeamter. Er war von 1993 bis 1999 Mitglied des Bundesrates sowie von 1986 bis 1988 Vizebürgermeister von Graz.

## Ausbildung und Beruf
Tremmel besuchte zwischen 1947 und 1951 die Volksschule in St. Lorenzen bei Trieben und absolvierte danach von 1951 bis 1959 das Bundesrealgymnasium in Judenburg. Nach der Matura im Jahr 1959 begann Tremmel 1959 ein Studium der Rechtswissenschaften an der Universität Graz, wobei er 1967 in Graz zum Doktor der Rechte (Dr. iur.) promovierte. Seine Gerichtspraxis absolvierte er dabei von 1965 bis 1967 in Hartberg und Graz. Nach dem Abschluss seines Studiums leistete er zwischen 1967 und 1968 seinen Präsenzdienst als Einjährig-Freiwilliger ab.
Tremmel trat 1969 in den Dienst des Magistrats der Stadt Graz, wobei er als Beamter eingestellt wurde. Er stieg 1988 zum Leiter der Magistratsabteilung 18, dem Amt für Statistik, Wahlen und Einwohnerwesen auf und wurde in der Folge zum Senatsrat ernannt. Des Weiteren war er von 1971 bis 1986 nebenberuflich Leiter des Friedrich-Schiller-Heimes in Graz.

## Politik und Funktionen
Tremmel wurde 1978 zum Mitglied des Gemeinderates der Landeshauptstadt Graz gewählt und war zudem von 1986 bis 1988 dritter Bürgermeister-Stellvertreter von Graz. Danach schied er 1988 als Gemeinderat aus dem Grazer Gemeinderat aus. Er war innerparteilich von 1985 bis 1988 als Stadtparteiobmann der FPÖ Graz aktiv und gehörte der Landesparteileitung der FPÖ Steiermark. Zudem war er in der FPÖ als Mitglied der Bundesparteileitung aktiv. Er vertrat die FPÖ Steiermark zwischen dem 1. Mai 1993 und dem 15. November 1999 im Bundesrat, wobei er zwischen dem 8. Juni 1993 und dem 13. Dezember 1996 die Funktion eines Ordners innehatte. Nach seiner aktiven politischen Karriere wechselte Tremmel zum Bündnis Zukunft Österreich (BZÖ), wobei er bei der Grazer Gemeinderatswahl 2012, allerdings auf unwählbarer Stelle, für das BZÖ antrat.

## Privates
Paul Tremmel war mit Traude Tremmel verheiratet. Seine Ehefrau kandidierte bei der Grazer Gemeinderatswahl 2012 auf dem 4. Listenplatz des BZÖ.

## Auszeichnungen
- Wehrdiensterinnerungsmedaille